# Antonio M. Ruiz
Antonio M. Ruiz (* 2. September 1892 in Texcoco; † 1964 in Mexiko-Stadt), von seinen Freunden auch „El Corzo“ (span. für Rehbock) bzw. wegen seiner geringen Körpergröße auch verniedlicht „El Corcito“ (Rehböcklein) genannt, war ein mexikanischer Maler und Bühnenbildner. Die Kosenamen bekam er auf Grund seiner körperlichen Ähnlichkeit mit einem Torero auf einem Bild des Spaniers Ignacio Zuloaga mit gleichnamigem Titel.

## Biografie
Ruiz kam mit seiner Mutter namens Mercedes und seinen Stiefgeschwistern in jungen Jahren nach Mexiko-Stadt und besuchte ab 1914 die Academia de San Carlos in Mexiko-Stadt, wo er zunächst Architektur und dann Malerei studierte. Seinen eigenen Angaben nach waren es vor allem Saturnino Herrán und Germán Gedovius, die ihn dort künstlerisch prägten, später auch stark die flämischen Künstler. Von 1921 bis 1924 gab er Zeichenunterricht an Grundschulen des Distrito Federal de México. Von 1925 bis 1927 ging er zum ersten Mal nach Hollywood, um dort als Bühnenbildner zu arbeiten, und nochmals im Jahr 1936. 1943 übernahm er nach Guillermo Ruiz die Leitung der Escuela Nacional de Pintura, Escultura y Grabado „La Esmeralda“, die er maßgeblich reformierte und ihr damit zum Status einer vom Secretaría de Educación Pública anerkannten Kunstschule verhalf. Zu seinen engeren Freunden unter den namhaften Künstlern zählten Frida Kahlo, Juan O’Gorman sowie Gabriel Fernández Ledesma und Miguel Covarrubias. Letzterer gab den Anstoß zu den sechs transportablen Wandbildern mit dem Titel „Peagent of the Pacific“.